# Limba meză
Limba meză (de asemenea medeană, mediană sau medicină) a fost limba mezilor. A fost o limbă iraniană veche și clasificată ca aparținând subfamiliei iraniene din nord-vest, care include multe alte limbi, cum ar fi azera veche, ghilaka, mazandarana, zaza-gorana, kurdă și balucă.

## Atestare
Meza este atestată prin numeroase împrumuturi din persană veche. Nu se știe nimic despre gramatica sa, „dar împărtășește izoglose fonologice importante cu avestica, mai degrabă decât cu persana veche. Sub dominația mediană ... meza trebuia să fie într-o oarecare măsură limba oficială iraniană în vestul Iranului”.
Nu s-au păstrat documente care datează din epoca meză și nu se știe în ce scriere ar fi putut fi aceste texte. „Până în prezent s-a găsit pe teritoriul Mediei o singură inscripție a timpurilor pre-ahemenide (o placă de bronz). Este o inscripție cuneiformă compusă în akkadiană, poate din secolul al VIII-lea î.Hr., dar nu sunt menționate nume meze pe ea.”
Unele cercetări moderne sugerează că așa-numita elamită lineară, care încă nu a fost descifrată, ar fi putut fi scrisă în alfabetul mezilor, presupunând că Kutik-Inshushinak a fost numele iranian original al lui Cyaxares cel Mare și nu un rege elamit mult mai vechi.

## Identitate
O distincție între mezi și alte grupuri etnolingvistice (în scrierile lui Herodot, ethnos înseamnă „oameni”), cum ar fi perșii, este evidentă, în primul rând în surse străine, cum ar fi sursele cuneiforme asiriene de la mijlocul secolului al IX-lea î.Hr. și de la mijlocul secolului al V-lea î.Hr., când Herodot relatează conflictul perso-mez. Nu se știe care a fost denumirea nativă a limbii meze (la fel ca pentru toate celelalte limbile iraniene vechi) sau dacă mezii înșiși au distins-o nominal de limbile altor popoare iraniene.
Meza este „probabil” un substrat al persanei vechi. Elementul mez este ușor identificabil deoarece nu a participat la evoluțiile care au fost specifice persanei vechi. Formele meze „se găsesc numai în nume personale sau geografice ... și unele provin de obicei din vocabularul religios și, prin urmare, ar putea fi, în principiu, influențate și de avestană ... Uneori, se găsesc atât forme meze, cât și persane vechi, care au dat persanei vechi o înfățișare oarecum confuză și inconsistentă: «calul», de exemplu, este [atestat în persană veche ca] asa (de origine persană), cât și aspa (de origine meză).”